# Riehentor

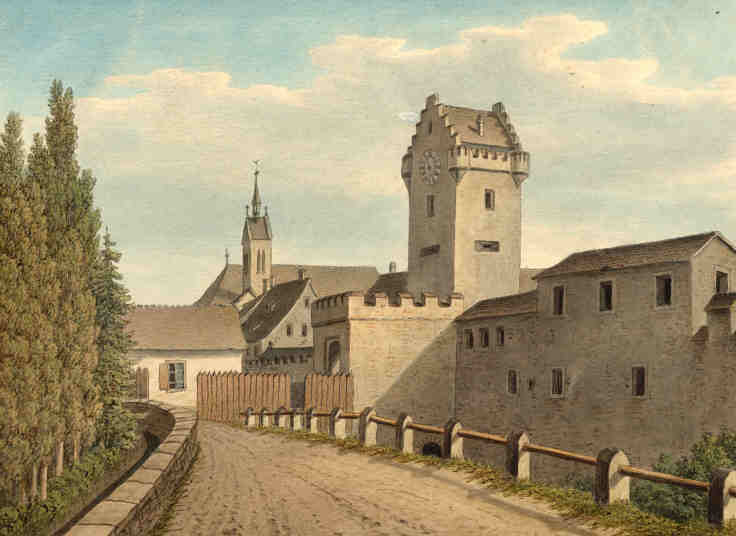
Das Riehentor von aussen her gesehen. Links im Hintergrund die Theodorskirche (Aquarell, um 1840/1850)

Das Riehentor (Baseldeutsch Riechedoor [ˈʀiəχəˌdɔːʁ]) war ein Stadttor der Stadt Basel und einst Bestandteil der Basler Stadtmauer. Es war neben dem Bläsitor das zweite Stadttor in Kleinbasel. Wenige Jahre nach der 1859 erfolgten Verabschiedung des Basler Stadterweiterungsgesetzes wurde es abgerissen.